# Daibutsu
Daibutsu (Japans: 大仏, traditionele orthografie: 大佛) is een Japans woord dat letterlijk "Grote Boeddha" betekent en verwijst naar grote beelden van de Boeddha of een van zijn verschillende reïncarnaties. In het Westen wordt het woord vaak gebruikt om te verwijzen naar de Grote Boeddha van Kamakura die bekend werd door het gedicht "De Boeddha in Kamakura" van Rudyard Kipling, maar in Japan wordt het meestal gebruikt voor de grotere Grote Boeddha van Nara, die zich bevindt in het boeddhistische tempelcomplex Tōdai-ji aldaar.

## Lijst van Daibutsu
- Tōdai-ji (Nara) - 14,98 meter. Het is gemaakt van het Nationaal Project van Japan (752).
- Kōtoku-in (Grote Boeddha van Kamakura) - 13,35 meter hoog (1252)
- Grote Boeddha van Echizen (Katsuyama) - 17 meter
- Grote Boeddha van Gifu (Gifu) - 13,7 meter, in Shōhō-ji
- Daibutsu van Ushiku (Ushiku) - 120 meter hoog (inclusief voetstuk) en aan de basis 10 meter breed; een van de hoogste standbeelden ter wereld.
- Daibutsu van Takaoka - 15,85 meter (inclusief voetstuk)
- de Daibutsu van Hōkō-ji (Kioto) - gebouwd in de 16e eeuw, maar verwoest door een aantal aardbevingen en branden en is na de jaren 1970 niet meer herbouwd.
- Daibutsu van Nihon-ji (Nokogiriyama) - 31,05 meter, gebouwd in 1783 en gerenoveerd in 1969, hoogste beeldhouwwerk van Japan
- Daibutsu van Ganmen (Hiraizumi) - 16,5 meter, 'Noordelijke Rotsboeddha'. Beeldt Amida Butsu uit en is opgericht ter herdenking van de gesneuvelde soldaten tijdens twee lokale oorlogen in de 11e eeuw. Oorspronkelijk een volledige boeddha die was gezeten in de hemel maar het lichaam werd verwoest door een aardbeving in 1896.

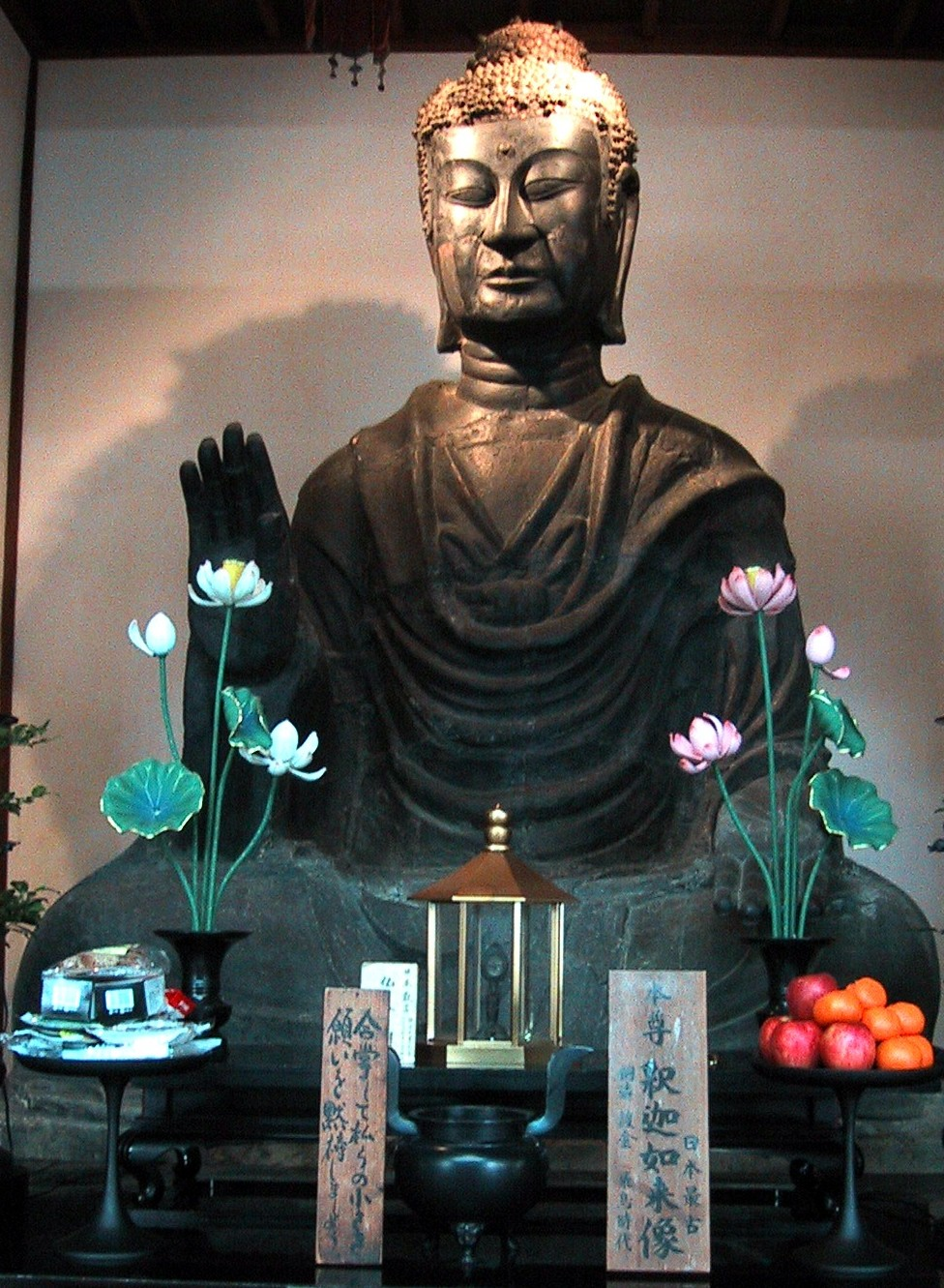
Daibutsu van Asuka